# Nicolás Schiavi
Nicolás Adrian Schiavi (Rafaela, Santa Fe, Argentina; 1 de febrero de 1995) es un futbolista argentino. Juega de centrocampista y su equipo actual es el Carrarese  de la Serie B de Italia.

## Trayectoria
Nacido en Rafaela, Schiavi migró en 2013 a Italia para entrar en las inferiores del Novara. Fue parte del plantel que ganó el ascenso a la Serie B en la Lega Pro 2014-15. Jugó dos encuentros de Serie B al año siguiente. El 18 de julio de 2016, Schiavi fue enviado a préstamo al Modena.

## Estadísticas
Actualizado al último partido disputado el 1 de abril de 2023.
| Novara · Italia                      | 3.ª           | 2014-15       | 13  | 0  | 0 | 0 | - | - | 13  | 0  |
| Novara · Italia                      | 2.ª           | 2015-16       | 2   | 0  | 0 | 0 | - | - | 2   | 0  |
| Novara · Italia                      | 2.ª           | 2017-18       | 4   | 0  | 1 | 0 | - | - | 5   | 0  |
| Novara · Italia                      | 3.ª           | 2018-19       | 33  | 4  | 4 | 2 | - | - | 37  | 6  |
| Novara · Italia                      | 3.ª           | 2019-20       | 23  | 4  | 0 | 0 | - | - | 23  | 4  |
| Novara · Italia                      | 3.ª           | 2020-21       | 25  | 2  | 2 | 1 | - | - | 27  | 3  |
| Novara · Italia                      | Total club    | Total club    | 100 | 10 | 7 | 3 | 0 | 0 | 107 | 13 |
| Modena (préstamo) · Italia           | 3.ª           | 2016-17       | 29  | 2  | 2 | 0 | - | - | 31  | 2  |
| Modena (préstamo) · Italia           | Total club    | Total club    | 29  | 2  | 2 | 0 | 0 | 0 | 31  | 2  |
| Cuneo (préstamo) · Italia            | 3.ª           | 2017-18       | 14  | 2  | - | - | - | - | 14  | 2  |
| Cuneo (préstamo) · Italia            | Total club    | Total club    | 14  | 2  | 0 | 0 | 0 | 0 | 14  | 2  |
| Juve Stabia · Italia                 | 3.ª           | 2021-22       | 26  | 1  | - | - | - | - | 26  | 1  |
| Juve Stabia · Italia                 | Total club    | Total club    | 26  | 1  | 0 | 0 | 0 | 0 | 26  | 1  |
| Carrarese · Italia                   | 3.ª           | 2022-23       | 30  | 4  | - | - | - | - | 30  | 4  |
| Carrarese · Italia                   | Total club    | Total club    | 30  | 4  | 0 | 0 | 0 | 0 | 30  | 4  |
| Total carrera                        | Total carrera | Total carrera | 199 | 19 | 9 | 3 | 0 | 0 | 209 | 22 |
| (1) Incluye datos de la Copa Italia. |               |               |     |    |   |   |   |   |     |    |